# Tephritis scitula
Tephritis scitula
 es una especie de insecto díptero que Wulp describió científicamente por primera vez en el año 1900.
Esta especie pertenece al género Tephritis de la familia Tephritidae.